# HD 29335
HD 29335，又名BD+00 798，SAO 111928、HR 1469，是一颗恒星，视星等为5.31，位于銀經195.13，銀緯-28.94，其B1900.0坐标为赤經4h 32m 4.4s，赤緯+0° -28.94′ 45″。